# Escut de Garriguella
L'escut oficial de Garriguella té el següent blasonament:
Escut caironat: de sinople, un pal faixat d'or i de gules acompanyat d'una branca de garric de 3 fulles i 2 glans d'or a la destra i d'un raïm de porpra pampolat d'or a la sinistra. Per timbre una corona mural de poble.

## Història
Va ser aprovat el 15 de gener de 1987 i publicat al DOGC el 13 de febrer del mateix any amb el número 803.
La branca de garric és un element parlant al·lusiu al nom del poble. El pal conté el faixat d'or i de gules dels comtes d'Empúries, senyors de la localitat. El raïm és el principal conreu de Garriguella, destinat a l'elaboració de vi amb denominació d'origen i cava.